# Gracz Miesiąca Superligi polskiej w piłce ręcznej mężczyzn
Gracz Miesiąca Superligi polskiej w piłce ręcznej mężczyzn – wyróżnienie przyznawane najlepszemu zawodnikowi Superligi w danym miesiącu.
Zostało ustanowione na początku sezonu 2016/2017, w którym Superliga stała się ligą zawodową. Eksperci nc+, portalu Sportowe Fakty i serwisu Kocham Ręczną po zakończeniu gier w danym miesiącu nominują trzech graczy do tytułu Gracza Miesiąca. Głosowanie przeprowadzane jest na oficjalnej stronie Superligi w serwisie społecznościowym Facebook. Nagrodzony zawodnik, oprócz tytułu Gracza Miesiąca, otrzymuje również zegarek firmy Balticus.
Podczas pierwszego głosowania wytypowano pięciu zawodników. Nominacji dokonali wówczas przedstawiciele Superligi, eksperci nc+ i serwisu Kocham Ręczną.
Od 6. kolejki sezonu 2016/2017 wybierany jest również Gracz Serii.

## Gracz Miesiąca Superligi
| Sezon     | Miesiąc i rok    | Zawodnik           | Klub           | Pozostali nominowani                                               | Źródło      |
| --------- | ---------------- | ------------------ | -------------- | ------------------------------------------------------------------ | ----------- |
| 2016/2017 | Wrzesień 2016    | Paweł Kiepulski    | MMTS Kwidzyn   | Damian Kostrzewa, Adam Malcher, Mateusz Seroka, Bartłomiej Tomczak | [ 3 ]       |
| 2016/2017 | Październik 2016 | Michał Lemaniak    | Gwardia Opole  | Marek Daćko, Krzysztof Łyżwa                                       | [ 4 ]       |
| 2016/2017 | Listopad 2016    | Adam Morawski      | Wisła Płock    | Mariusz Jurkiewicz, Adam Malcher                                   | [ 5 ]       |
| 2016/2017 | Grudzień 2016    | Uroš Zorman        | Vive Kielce    | Rafał Przybylski, Mateusz Seroka                                   | [ 2 ] [ 6 ] |
| 2016/2017 | Luty 2017        | Arkadiusz Moryto   | Zagłębie Lubin | Ołeksandr Kyryłenko, Mateusz Seroka                                | [ 7 ] [ 8 ] |
| 2016/2017 | Marzec 2017      | Manuel Štrlek      | Vive Kielce    | Marek Daćko, Iso Sluijters                                         | [ 9 ]       |
| 2016/2017 | Kwiecień 2017    | Adam Wiśniewski    | Wisła Płock    | Przemysław Krajewski, Marek Świtała                                | [ 10 ]      |
|           |                  |                    |                |                                                                    |             |
| 2017/2018 | Wrzesień 2017    | Bartłomiej Tomczak | Górnik Zabrze  | Wadim Bogdanow, Mateusz Wróbel                                     | [ 11 ]      |
| 2017/2018 | Październik 2017 | Wiktor Kawka       | Stal Mielec    | Valentin Ghionea, Sławomir Szmal                                   | [ 12 ]      |
| 2017/2018 | Listopad 2017    | Patryk Mauer       | Gwardia Opole  | Marek Daćko, Kamil Sadowski                                        | [ 13 ]      |
| 2017/2018 | Grudzień 2017    | Tomasz Mochocki    | Stal Mielec    | Mateusz Kornecki, Przemysław Krajewski                             | [ 14 ]      |
| 2017/2018 | Styczeń 2018     | Michał Drej        | MKS Kalisz     | Andrzej Kryński, Paweł Podsiadło                                   | [ 15 ]      |
| 2017/2018 | Luty 2018        | Patryk Mauer       | Gwardia Opole  | Arkadiusz Moryto, Adrian Nogowski                                  | [ 16 ]      |
| 2017/2018 | Marzec 2018      | Piotr Swat         | Piotrkowianin  | Martin Galia, Patryk Małecki                                       | [ 17 ]      |
| 2017/2018 | Kwiecień 2018    | Łukasz Zakreta     | MKS Kalisz     | Arkadiusz Moryto, Łukasz Rogulski                                  | [ 18 ]      |
|           |                  |                    |                |                                                                    |             |
| 2018/2019 | Wrzesień 2018    | Alex Dujshebaev    | Vive Kielce    | Marko Panić, Renato Sulić                                          | [ 19 ]      |
| 2018/2019 | Październik 2018 | Mateusz Kornecki   | Górnik Zabrze  | Damian Krzysztofik, Arkadiusz Moryto                               | [ 20 ]      |
| 2018/2019 | Listopad 2018    | Ignacy Bąk         | Górnik Zabrze  | Martin Galia, Piotr Swat                                           | [ 21 ]      |
| 2018/2019 | Grudzień 2018    | Mateusz Kornecki   | Górnik Zabrze  | Roman Czyczykało, Michał Daszek                                    | [ 22 ]      |
| 2018/2019 | Luty 2019        | Iso Sluijters      | Górnik Zabrze  | Blaž Janc, Marek Szpera                                            | [ 23 ]      |
| 2018/2019 | Marzec 2019      | Iso Sluijters      | Górnik Zabrze  | Michał Daszek, Michał Peret                                        | [ 24 ]      |